# Totoya
Totoya is een van de drie eilanden van de Moala-eilanden, een subgroep van de Lau-archipel in Fiji. Het is 28 km² groot en daarmee het kleinste van de archipel. Het hoogste punt meet 366 meter.